# Beethoven (serial animowany)
Beethoven (ang. Beethoven, 1994–1995) – amerykański serial animowany. Powstała tylko jedna seria (24 odcinki). Serial emitowany w Polsce w telewizji Polsat w wersji z lektorem, którym był Andrzej Matul.

## Bohaterowie
- Beethoven
- Sparky
- Roger
- Caesar
- Emily Newton
- Ted Newton
- Ryce Newton
- Alice Newton
- George Newton

## Wersja polska
- Opracowanie wersji polskiej: Studio Publishing
- Tekst: Małgorzata Józefaciuk
- Czytał: Andrzej Matul

## Spis odcinków
| N/o           | Polski tytuł             | Angielski tytuł                  |
| ------------- | ------------------------ | -------------------------------- |
|               |                          |                                  |
| SPIS ODCINKÓW |                          |                                  |
|               |                          |                                  |
| 01            | Eksperyment              | The Experiment                   |
|               |                          |                                  |
| 02            | Samochodowe Kłopoty      | Car Trouble                      |
|               |                          |                                  |
| 03            | Potężny Pies ze stożkiem | The Mighty Cone-Dog              |
|               |                          |                                  |
| 04            | Czas szczeniaka          | Puppy Time                       |
|               |                          |                                  |
| 05            | Poranna gazeta           | The Morning Paper                |
|               |                          |                                  |
| 06            | Wielka Jedynka           | The Big One                      |
|               |                          |                                  |
| 07            |                          | Fleas!                           |
|               |                          |                                  |
| 08            |                          | Scent of a Mutt                  |
|               |                          |                                  |
| 09            |                          | Down on the Farm                 |
|               |                          |                                  |
| 10            |                          | The Pound                        |
|               |                          |                                  |
| 11            |                          | Pet Psychiatrist                 |
|               |                          |                                  |
| 12            |                          | The Gopher Who Would Be King     |
|               |                          |                                  |
| 13            |                          | Mr. Huggs’ Wild Ride             |
|               |                          |                                  |
| 14            |                          | Cyrano de Beethoven              |
|               |                          |                                  |
| 15            |                          | The Mailman Cometh               |
|               |                          |                                  |
| 16            |                          | Cat Fight                        |
|               |                          |                                  |
| 17            |                          | Kindergarten Caper               |
|               |                          |                                  |
| 18            |                          | The Guard Dog                    |
|               |                          |                                  |
| 19            |                          | The Good, The Bad And The Poodle |
|               |                          |                                  |
| 20            |                          | Dog Dreams                       |
|               |                          |                                  |
| 21            |                          | Good Old George                  |
|               |                          |                                  |
| 22            |                          | A Cat Named Rover                |
|               |                          |                                  |
| 23            |                          | The Dog Must Diet                |
|               |                          |                                  |
| 24            |                          | The Incredible Pointless Journey |
|               |                          |                                  |